# Konversion (Stadtplanung)

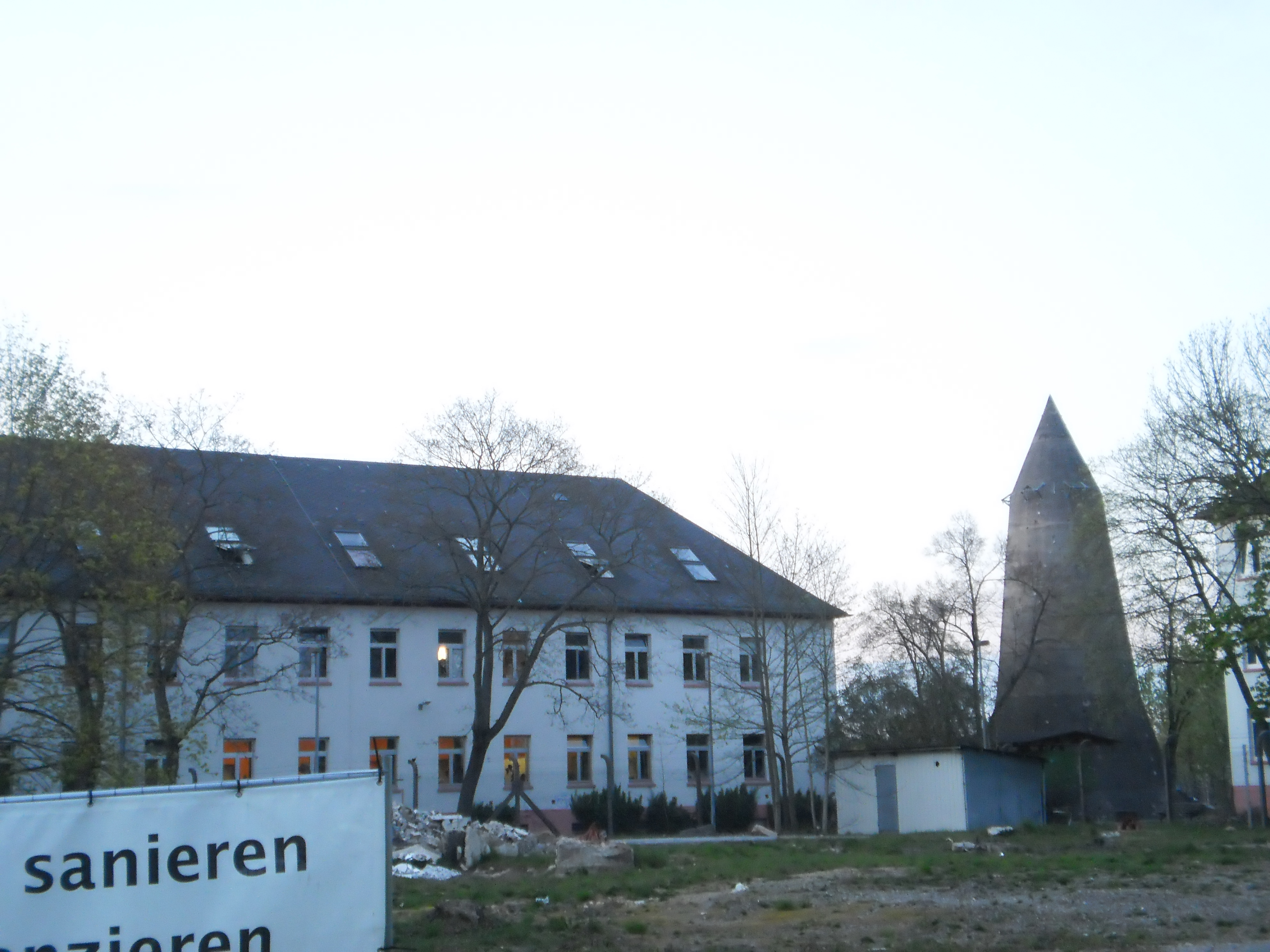
Fläche mit teilweise bereits sanierten Gebäuden in Gießen am Standort um einen ehemaligen AFN-Sendemast an einem geschlossenen amerikanischen Militärstandort in Deutschland, sowie einem Weltkriegs-Spitzbunker der Bauart Winkel daneben

Der Begriff Konversion (auch Umnutzung oder Nutzungsänderung) beschreibt in der Stadtplanung die Wiedereingliederung von Brachflächen in den Wirtschafts- und Naturkreislauf oder die Nutzungsänderung von Gebäuden. Er wird vor allem im Zuge der Umnutzung von ehemaligen militärischen Anlagen (Konversionsflächen) für zivile Zwecke verwendet. Im Laufe der Jahre fand der Begriff auch bei anderen Entwicklungsflächen Anwendung. Hierbei kann es sich je nach Lage um eine bauliche Wiedernutzung (Inwertsetzung) oder um eine Grundstücksentwicklung handeln. Im Rahmen der Innenentwicklung der Städte steht die Wiedernutzbarmachung von Flächen und soweit möglich auch von Hochbauten im Vordergrund. Es kann aber durchaus auch in dicht bebauter Umgebung die Anlage eines Stadtteilparks angemessen sein, sofern kein Bedarf an Wohnraum besteht.

## Eigentumsverhältnisse
Militärische Liegenschaften sind in der Regel vom Deutschen Reich bzw. der Bundesrepublik Deutschland erworben worden. Seit Gründung der Bundesanstalt für Immobilienaufgaben (BImA) gehören sie dieser bzw. die Liegenschaften wurden der BImA von der Bundeswehr übertragen. Nur in wenigen Fällen wurde ein militärischer Liegenschaftsbedarf durch schuldrechtliche Verträge oder Erbbaurechtsverträge gesichert.

## Rechtliche Rahmenbedingungen für zivile Nachnutzung

### Allgemeines
Militärische Flächen unterliegen nicht der Planungshoheit der Gemeinde und können daher nicht durch einen Bebauungsplan überplant werden (außer als Sondergebiet für militärische Nutzung). Vor der Planung einer neuen Nutzung ist eine Freigabeerklärung des Bundesministeriums der Verteidigung erforderlich; erst danach erfolgt der Wechsel (zurück) zur kommunalen Planungshoheit. Eine förmliche Entwidmung wie z. B. im Eisenbahnrecht ist aber nicht erforderlich. Zur Konversion von militärischen, industriellen oder anderen Flächen wird manchmal auch der Begriff Flächenkonversion benutzt.
Das Thema hat aktuell besondere Bedeutung durch
- die Freigabe erheblicher Flächen der US-Streitkräfte in Hessen sowie im Raum Heidelberg/Mannheim/Schwetzingen,
- den beabsichtigten Abzug zweier US-Kampfbrigaden aus Europa,[1]
- die Ankündigung der britischen Regierung, sämtliche Streitkräfte der Rheinarmee bis 2020 aus Deutschland abzuziehen und
- die Bundeswehrstrukturreform.

Da die betreffenden Flächen meist jahrzehntelang, oft mehr als hundert Jahre, der kommunalen Planung entzogen waren, gestaltet sich die Willensbildung über eine neue zivile Nutzung oft schwierig und dauert häufig mehrere Jahre. Bis dahin sind aus volkswirtschaftlicher Sicht vielfach Zwischennutzungen sinnvoll, um Verfall und Vandalismus zu verhindern. Der Zulässigkeit von Zwischennutzungen stehen aber oft Befürchtungen entgegen, dass diese sich verfestigen und späteren Planungsabsichten entgegenstehen könnten.

### Erstzugriffsoption
Seit 2012 räumt der Bund Gebietskörperschaften oder mehrheitlich von diesen getragenen Einrichtungen eine Erstzugriffsoption ein:

„Gemäß Beschluss des Haushaltsausschusses vom 21. März 2012 (Ausschussdrucksache 17(8)4356) wird zugelassen, dass die Bundesanstalt für Immobilienaufgaben an Gebietskörperschaften sowie privatrechtliche Gesellschaften/Unternehmen, Stiftungen oder Anstalten, an denen die Kommune/Gebietskörperschaft mehrheitlich beteiligt ist, die in deren Gebiet gelegenen entbehrlichen Grundstücke, die unmittelbar aus militärischer Vornutzung stammen und zu militärischen Zwecken genutzt wurden (Konversionsgrundstücke), zum gutachterlich ermittelten Verkehrswert ohne Bieterverfahren veräußert (Erstzugriff). Kaufangebote Dritter bleiben in diesem Fall unberücksichtigt.“

Es handelt sich hierbei um eine befristete Option und kein Vorkaufsrecht. Die Regelfrist beträgt laut Verbilligungsrichtlinie (VerR) zwei Jahre.

### Verbilligungen
Wenn die BImA Liegenschaften verkauft, müssen diese gemäß § 63 Abs. 3 Bundeshaushaltsordnung (BHO) zum „vollen Wert“, also zum Verkehrswert veräußert werden. Der Verkehrswert ist der Marktwert. Da vielen Kommunen der Marktwert zu hoch war, hatte der Haushaltsausschuss des Bundestages Verbilligungen beschlossen. Im Koalitionsvertrag der Großen Koalition 2013 wurde auch das Thema Konversion behandelt. Es heißt dort unter „Liegenschaftspolitik“:

„Einen wichtigen Beitrag für mehr Wohnbauland können nicht mehr benötigte Konversionsliegenschaften im öffentlichen Eigentum leisten. Die Bundesanstalt für Immobilienaufgaben wird die Kommunen auch weiterhin dabei unterstützen. So wird mit Rücksicht auf die vielen am Gemeinwohl orientierten Vorhaben der Kommunen, wie der Schaffung bezahlbaren Wohnraums und einer lebendigen Stadt, eine verbilligte Abgabe von Grundstücken realisiert. So können auf der Grundlage eines Haushaltvermerks Konversionsliegenschaften verbilligt abgegeben werden. Das Gesamtvolumen ist auf höchstens 100 Mio. Euro für die nächsten vier Jahre begrenzt. Zukünftig sollen zudem Kommunen zur Beschleunigung von Verkaufsverfahren gegenüber der BImA auch das Instrument von Besserungsscheinen verstärkt nutzen können.“

Diese Absichtserklärung wurde erst im Bundeshaushalt 2015 umgesetzt: Danach wird die Bundesanstalt für Immobilienaufgaben ermächtigt, Konversionsgrundstücke abweichend vom allgemeinen Haushaltsrecht unterhalb des Verkehrswertes zu verkaufen. Dies gilt nur für Verkäufe an Gebietskörperschaften und von diesen getragene Einrichtungen und Tochtergesellschaften. Das Gesamtvolumen der gewährten Nachlässe ist bis 2018 auf einen Betrag von 100 Millionen € beschränkt.
Im April 2015 wurde die Richtlinie der Bundesanstalt für Immobilienaufgaben (BImA) zur verbilligten Abgabe von Konversionsgrundstücken (VerbRKonv) erlassen und 2018 erweitert (VerbR 2018).

### Praxishilfen
Die zivile städtebauliche Nutzung von Konversionsflächen stellt für die meisten Kommunen eine große Herausforderung dar. Als Arbeitshilfen sind zahlreiche Veröffentlichungen erarbeitet worden.

#### Forschungsprojekt REFINA-KoM
Im Rahmen des Forschungsprogramms „Forschung für die Nachhaltigkeit“ (FONA) des Bundesministeriums für Bildung und Forschung (BMBF), Förderschwerpunkt „Forschung für die Reduzierung der Flächeninanspruchnahme und ein nachhaltiges Flächenmanagement“ (REFINA), wurde von 2007 bis 2011 das Projekt Nachhaltiges Konversionsflächenmanagement (REFINA-KoM) durchgeführt und hierbei die Arbeitshilfe Nachhaltiges Konversionsflächenmanagement erarbeitet:

„Die Arbeitshilfe stellt eine Aktualisierung und erhebliche fachliche Erweiterung der Arbeitshilfe Konversion der Bauministerkonferenz (ARGEBAU) von 2002 dar. Die Ausführungen werden beispielhaft konkretisiert und dargestellt für den im Forschungsvorhaben untersuchten Modellraum Schleswig-Holstein und sind weitestgehend übertragbar auf freigegebene Liegenschaften der Bundeswehr wie auch der alliierten Streitkräfte in anderen Ländern.“

#### Praxisratgeber Konversion
Am 13. Juni 2013 wurde im damaligen Bundesministerium für Verkehr, Bau und Stadtentwicklung (BMVBS) ein Praxisratgeber Konversion vorgestellt, der von einer interministeriellen Arbeitsgruppe erarbeitet worden ist. Mitglieder der Arbeitsgruppe waren das BMVBS, das Bundesverteidigungsministerium, das Bundesfinanzministerium, das Bundeswirtschaftsministerium, das Bundeslandwirtschaftsministerium sowie die Bundesanstalt für Immobilienaufgaben.

„Im Praxisratgeber Militärkonversion werden Konversionsaufgaben erstmals ressortübergreifend abgehandelt. Beispielsweise werden Fragen zur Rückgabe und Bewertung von Militärliegenschaften, zur bauplanungsrechtlichen Einordnung, zur Behandlung von Altlasten und Kampfmitteln, zur Steuerung der Projektumsetzung, zur Öffentlichkeitsarbeit und Beteiligung, zur Finanzierung der Nachnutzung militärischer Liegenschaften, dem Grundstücks- und Vertragsmanagement, städtebaulichen Perspektiven und möglichen Nutzungsstrategien beantwortet. Die Erstzugriffsoption zugunsten des kommunalen Erwerbs von Konversionsgrundstücken wird transparent und anwenderorientiert dargestellt.“

#### Studie zur Umwandlung von Büroflächen in Wohnraum
Der Bund Deutscher Architektinnen und Architekten (BDA) beauftragte eine Studie zur Machbarkeit  bei der Umwandlung leerstehender Bürogebäude in Wohnraum in deutschen Städten. Die qualitative Machbarkeitsstudie wurde 2025 von den Hauptautoren, dem Münchener Architekt und Stadtplaner Rudolf Hierl und Coautoren vorgelegt. Untersucht wurden solche Umnutzungen aus verschiedenen Perspektiven, darunter baurechtliche, chronologische, typologische, technische, wirtschaftliche, sowie Erschließungsaspekte und Grundrissvarianten. Gezeigt werden Möglichkeiten und Grenzen bei der Umwandlung von Büroflächen. Die Umnutzungen bieten ein bedeutendes Potenzial zur Linderung des Wohnraummangels in deutschen Großstädten, sind jedoch auch mit erheblichen technischen und wirtschaftlichen Herausforderungen verbunden. Die Umnutzung ist zudem oft mit erheblichen Kosten verbunden, da umfassende bauliche Veränderungen erforderlich sind. Dies führt dazu, dass viele der potenziellen Umnutzungen wirtschaftlich nicht rentabel sind, insbesondere wenn das Ziel die Schaffung von bezahlbarem Wohnraum ist. Um das Potenzial auszuschöpfen, sind innovative Konzepte und eine enge Zusammenarbeit zwischen Politik, Stadtplanung und Immobilienwirtschaft erforderlich. Angesichts der begrenzten Wirtschaftlichkeit sind kreative Nachnutzungskonzepte gefragt. Dazu zählen Teilumnutzungen, die Integration von Gewerbe- oder Freizeitnutzungen sowie die Entwicklung gemischt genutzter Quartiere, um den unterschiedlichen städtischen Bedarfen gerecht zu werden.

### Nutzung für erneuerbare Energien
Konversionsliegenschaften können einen Beitrag zur Energiewende leisten. Insbesondere im planungsrechtlichen Außenbereich können Photovoltaik und Windkraft auf Konversionsliegenschaften dazu beitragen, sowohl die Klimaziele zu erfüllen als auch Erträge aus bisher brachliegenden Grundstücken für den Eigentümer zu erzielen. Allerdings gibt es Zielkonflikte z. B. mit dem Natur- und Artenschutz.

## Beispiele
Eine gelungene Umnutzung von Kasernengebäuden stellt insbesondere deren Umwandlung in eine öffentliche Nutzung dar, wie zum Beispiel für das Amtsgericht in Brandenburg, die Universität in Freiburg im Breisgau, die Marbachshöhe in Kassel, das Europaviertel in Wiesbaden oder die Panzerhalle im französischen Viertel in Tübingen.
Sie setzt allerdings voraus, dass es für eine solche öffentliche Nutzung auch einen akuten Raumbedarf gibt, ebenso wie eine wirtschaftlich orientierte Nutzung (z. B. als Wohn- oder Bürogebäude bzw. als Gewerbegebiet) nur dort möglich ist, wo eine entsprechende Nachfrage besteht. Daher sind Konversionen in strukturschwachen Gegenden oder bei sehr abgelegenen Standorten besonders schwierig.

### Bayern

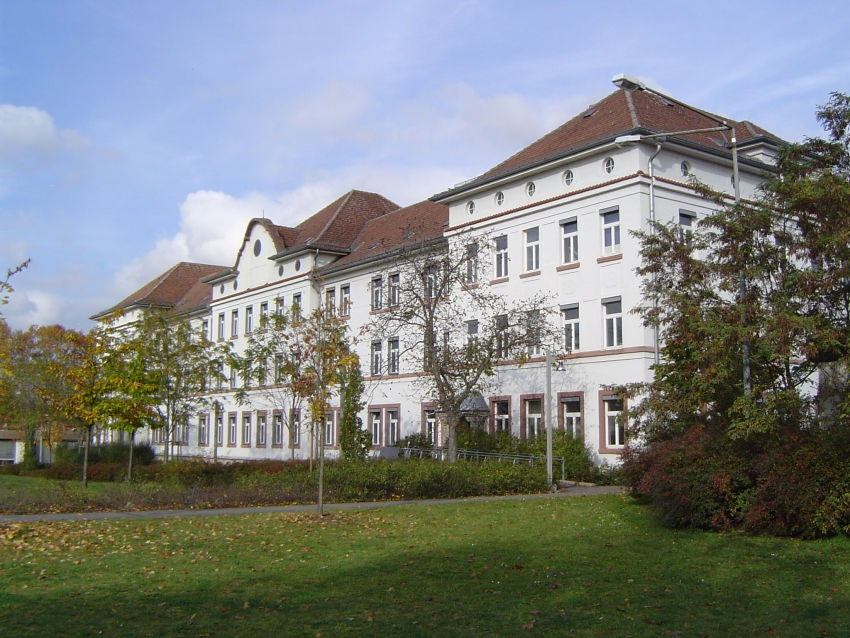
Ehemalige Jägerkaserne, seit 1995 TH Aschaffenburg, Gebäude 20 (von 2005)
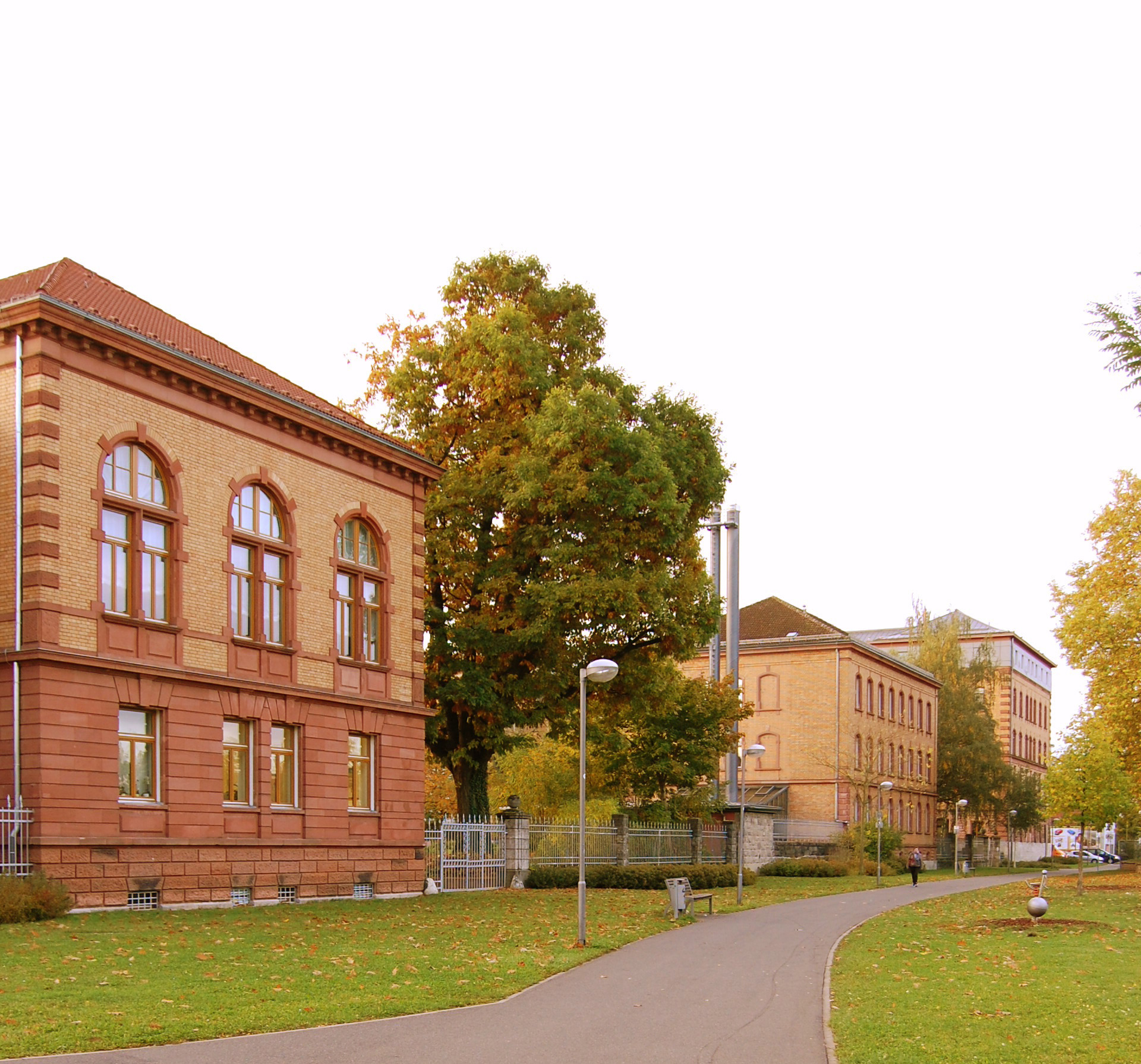
Ehemalige Jägerkaserne, seit 1995 TH Aschaffenburg (von 2012)

- Aschaffenburg: Umnutzung der ehemaligen Jägerkaserne als Campus der Technischen Hochschule Aschaffenburg
- Erlangen: Umnutzung der ehemaligen Ferris Barracks als Wohnraum, Naherholungsgebiet und Naturschutzgebiet
- Kitzingen: Umnutzung der Larson Barracks zum Innopark-Kitzingen
- Schweinfurt: Umnutzung der Ledward Barracks zum neuen Stadtteil Carus-Park, mit dem Internationalen Hochschulcampus i-Campus Schweinfurt als Hauptnutzer
- Schweinfurt: Umnutzung von Yorktown Village zum gleichnamigen deutschen Wohnviertel
- Schweinfurt: Umnutzung von Askren Manor zum neuen Stadtteil Bellevue
- Würzburg: Umnutzung der Leighton Barracks zum Campus Hubland Nord der Julius-Maximilians-Universität Würzburg

### Brandenburg
- Umnutzung des Militärflugplatzes Alteno (Luckau) als Solarpark
- Umnutzung des früheren sowjetischen Tanklagers in Mixdorf als Solarpark

### Hamburg
- HafenCity
- Neue Mitte Altona
- Fischbeker Heidbrook, Umnutzung der ehemaligen Röttiger-Kaserne in Hamburg-Neugraben-Fischbek zur Wohnbebauung
- Jenfelder Au
- Sophienterrasse

### Hessen

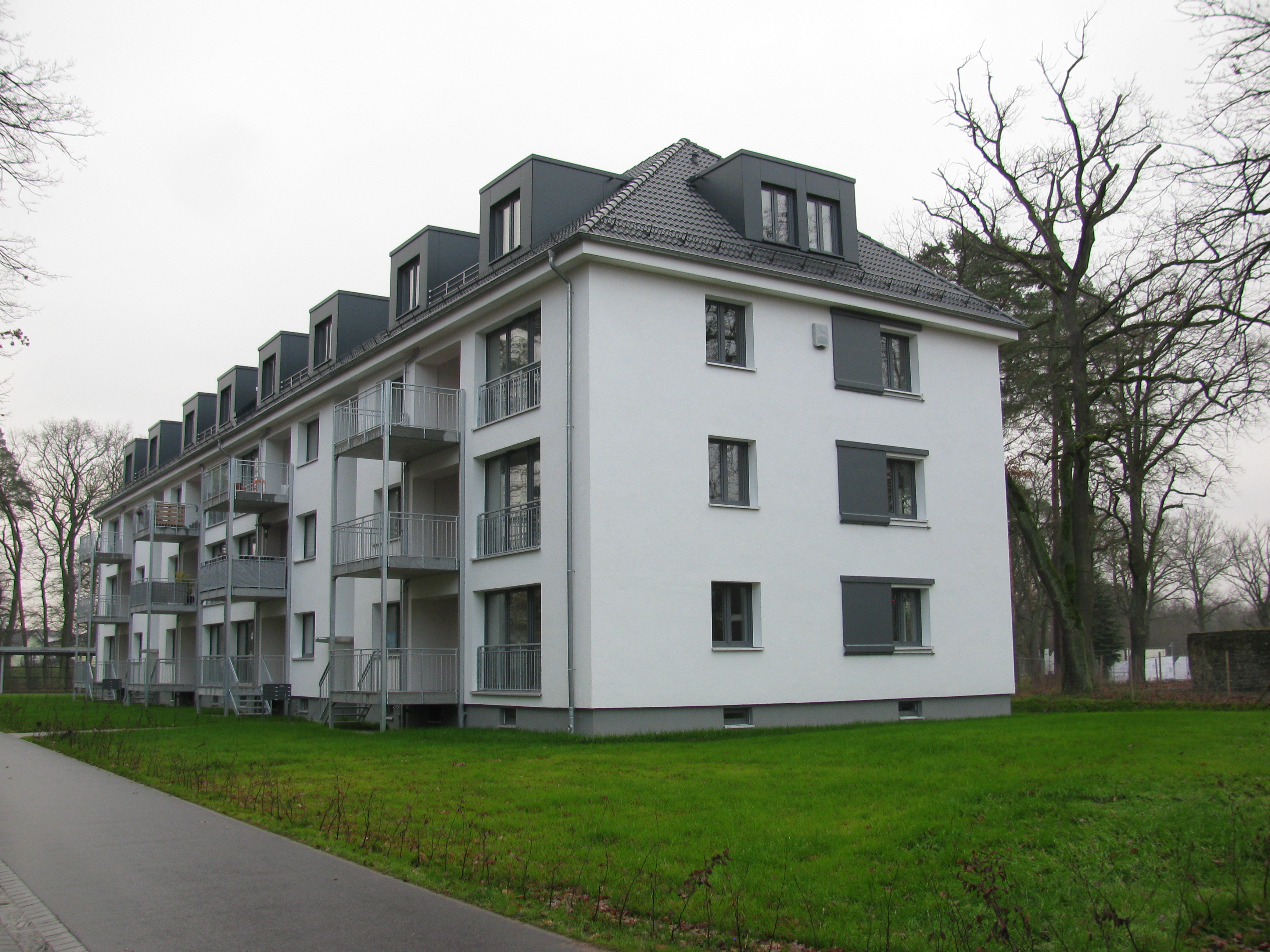
Hanau, Konversion Argonner-Kaserne, ehemaliges Kompaniegebäude 407, Vorderseite Straße Alter Wald 2–6 (Januar 2020)
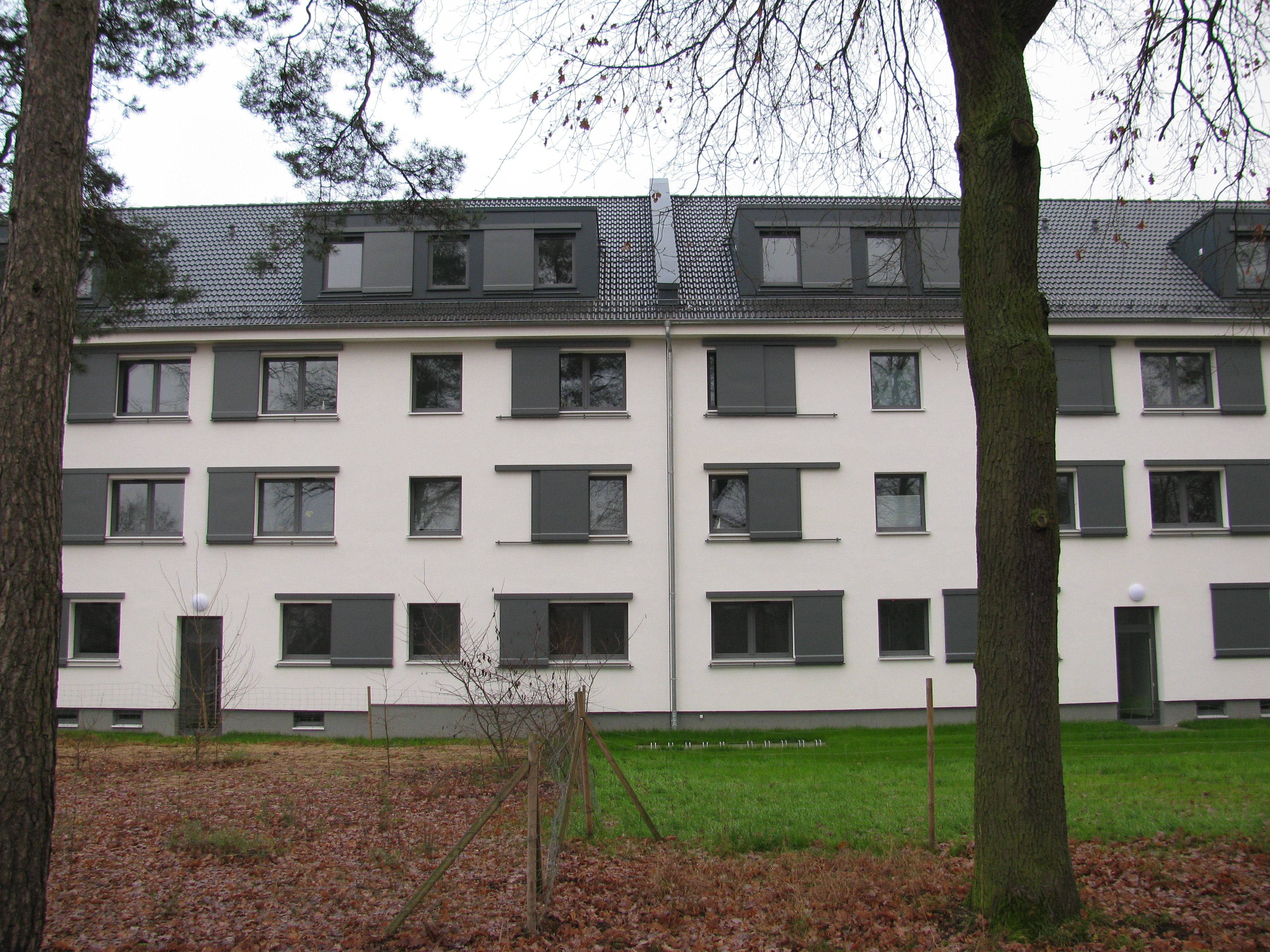
Hanau, Konversion Argonner-Kaserne, ehemaliges Kompaniegebäude 407, Rückseite zum Park (Januar 2020)

- Bad Arolsen: Umnutzung Antoine-Kaserne (ehem. SS-Kaserne)
- Bad Hersfeld: Umnutzung McPheeters Barracks (ehem. Langemarck-Kaserne) auf der Hohen Luft
- Erlensee: Umnutzung des aufgelassenen Hanau Army Airfields[11]
- Frankfurt am Main: Auf dem früheren Militärgelände rund um die Friedberger Warte entstanden ab 2003 die neuen Wohnsiedlungen New Betts, New Atterberry, Wasserpark und Vivente
- Frankfurt am Main: Umnutzung des ehemaligen Stützpunktes der US-Luftwaffe (USAF) Rhein-Main Air Base als Erweiterungsfläche CargoCity Süd für den zivilen Flughafen Frankfurt Main sowie Gateway Gardens
- Umnutzung des Hauptgüterbahnhofs in Frankfurt a. M. zu einem neuen Stadtteil mit gewerblicher und öffentlicher Nutzung, dem Europaviertel
- Hanau: Umnutzung[12] der ehemaligen Kasernenstandorte Pioneer-Kaserne, Argonner-Kaserne, Francois-Kaserne, Hutier-Kaserne und Hessen-Homburg-Kaserne
- Hofgeismar: Umnutzung Manteuffel-Kaserne
- Kassel: Umnutzung verschiedener ehemaliger Kasernenstandorte für unterschiedliche zivile Nutzung (Wohnen, Gewerbe). Beispiele: Graf-Haeseler-Kaserne (in Kassel-Niederzwehren), der Lincoln-Kaserne und der Marbachshöhe (in Kassel-Wilhelmshöhe)
- In Wiesbaden wurde die frühere US-Militärbasis Camp Lindsey zum Europaviertel umgebaut

### Mecklenburg-Vorpommern
- Umnutzung des 34 Hektar großen Garnisonsgeländes in Ludwigslust zum Ortsteil mit Wohnungen, Einkaufszentrum, Stadthalle, Gymnasium, Ämtern und Freizeiteinrichtungen in der Zeit von etwa 1995 bis 2006.
- Umnutzung der 37 Hektar großen Regimentsvorstadt von Parchim zu einem Wohnpark in der Zeit von 1995 bis 2005.
- Bei der durch eine Mauer geteilten Gemeinde Rechlin wurde das 40 Hektar große Kasernengelände, zuvor genutzt durch die Luftwaffe der Wehrmacht und der Sowjetunion, nach 1993 zu einem Wohnpark umgewandelt.
- Die 24 Hektar große Lübsche Burg in Wismar, ein zuletzt durch die GSSD genutztes ehemaliges Militärgelände, wurde umgenutzt für die Landesgartenschau 2002 und die drei Gebäude zu einem Technischen Landesmuseum.[13][14]

### Nordrhein-Westfalen

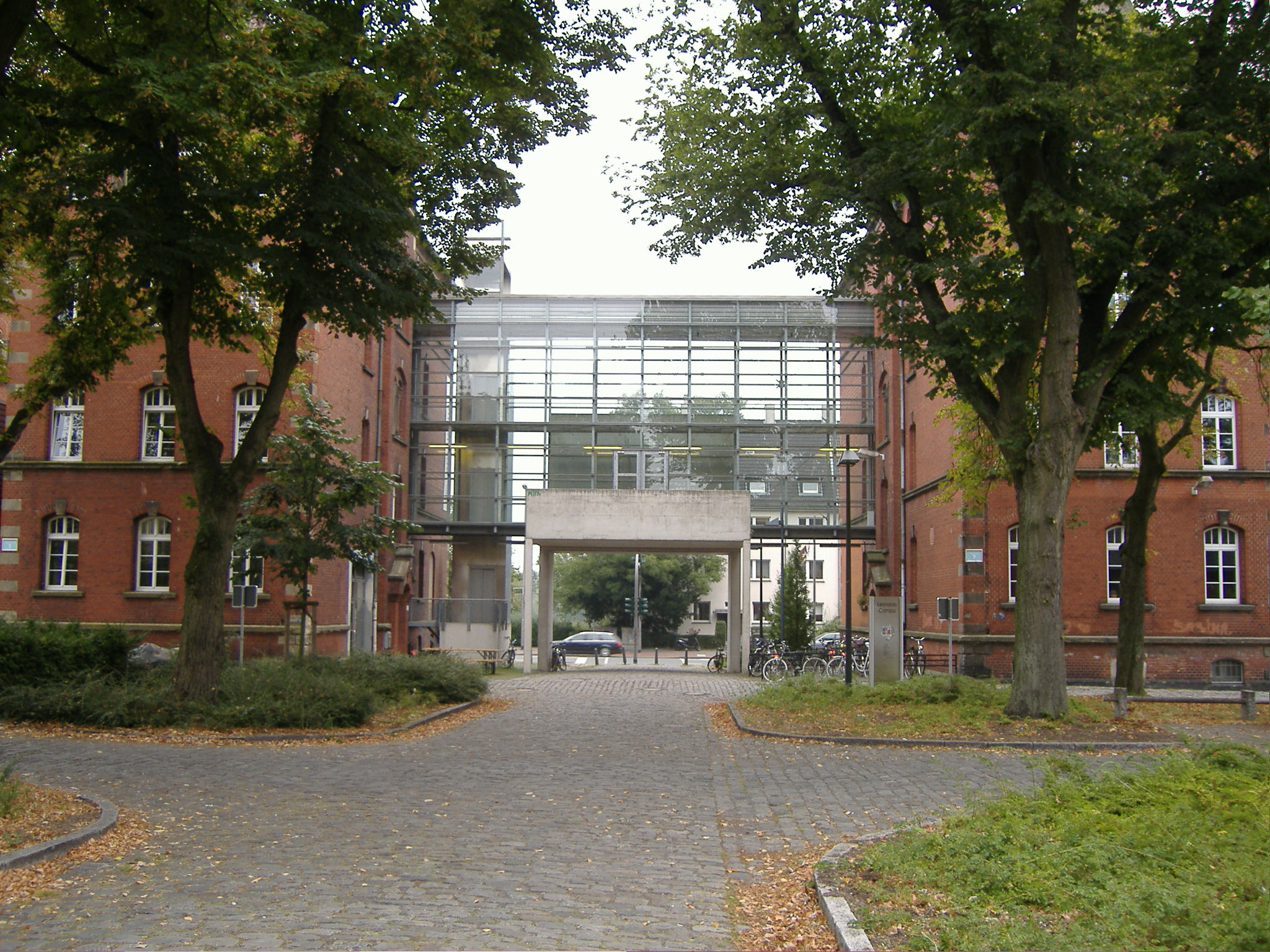
Münster, Leonardo-Campus-Haupteingang (ehemalige Von Einem-Kavallerie-Kaserne)
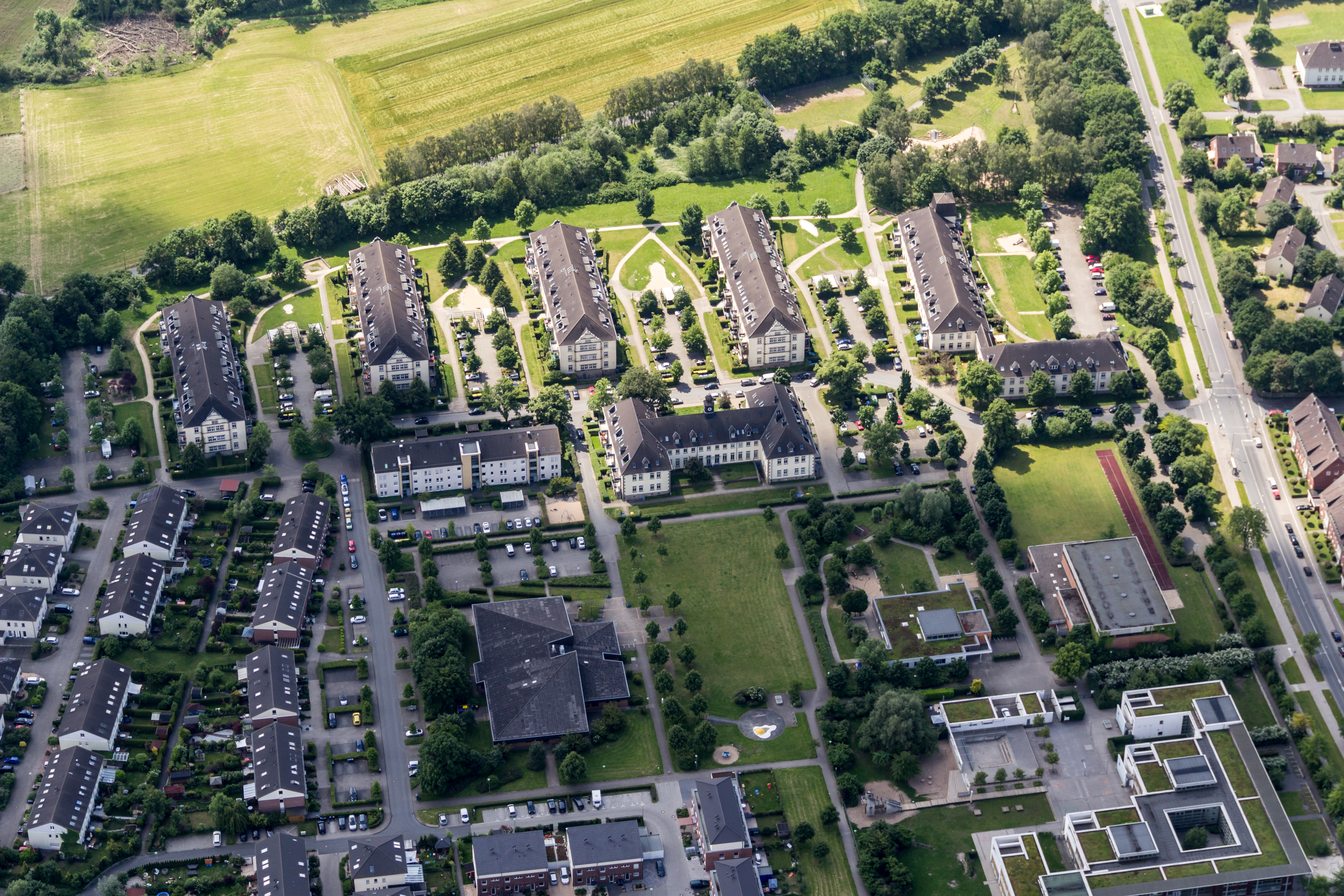
Münster, Wohnquartier Meerwiese (ehemalige Portsmouth-Kaserne)

- Herford: Umnutzung Wentworth-Kaserne
- Detmold: Fliegerhorst Detmold – heute Skypark, sowie Hobart-Barracks[15]
- Dortmund: Umnutzung Stadtkrone-Ost[16]
- Münster: Umnutzung York- und Oxford-Kaserne
- Nationalpark Eifel: Umnutzung des Truppenübungsplatzes Vogelsang
- Werl: Umnutzung des ehemaligen belgisch-amerikanischen Stützpunktes und ehemaligen Wehrmachts-Fliegerhorstes in ein Gewerbegebiet mit dem Energiepark KonWerl 2010

### Rheinland-Pfalz
- Umnutzung des ehemaligen US-Militärflugplatzes bei Lautzenhausen im Hunsrück zum heutigen zivil genutzten Flughafen Hahn.
- Umnutzung des ehemaligen US-Militärflugplatzes bei Zweibrücken zum heutigen zivil genutzten Flugplatz Zweibrücken und einen Gewerbepark.
- Umnutzung der ehemaligen französischen Holtzendorff-Kaserne in Kaiserslautern zum Gewerbepark PRE-Park.
- Umnutzung der ehemaligen französischen Standorte in Landau in der Pfalz.[17][18]
- Umnutzung des ehemaligen Militärhospitals in Birkenfeld in den Umwelt-Campus Birkenfeld (FH Trier).
- Umnutzung des ehemaligen US-Militärflugplatzes Bitburg in ein Gewerbe- und Freizeitgebiet.
- Umnutzung des ehemaligen französischen Militärhospitals zum Campus II (Geo-Zentrum) der Universität Trier.
- Umnutzung des ehemaligen französischen Militärgeländes auf dem Petrisberg in Trier zum Landesgartenschaugelände 2004 und im Anschluss an die LGS als neuen Stadtteil mit Wohn-, Arbeits- und Naherholungsmöglichkeiten sowie einem Wissenschaftspark mit über 175 Unternehmen.
- Umnutzung des ehemaligen französischen Militärgeländes in Trier-Feyen/Weismark in das Wohnquartier „Castelnau“ mit Nahversorgungszentrum (Forum Castelnau).

### Saarland
- Umnutzung des ehemaligen Truppenübungsplatzes St. Wendel der französischen Truppen zum Wendelinuspark mit zugehöriger Rennstrecke.